# Адсорбція
Адсо́рбція (від лат. ad — на, при і лат. sorbeo — поглинаю) — вибіркове поглинання речовини з газового чи рідкого середовища поверхневим шаром твердого тіла (адсорбенту). Компонент, що поглинається, який вміщується в суцільному середовищі (газі, рідині), називають адсорбтивом, а той що вміщується в адсорбенті — адсорбатом. Наприклад, активоване вугілля адсорбує гази. Це явище треба відрізняти від абсорбції. Обернений до адсорбції процес називається десорбцією.

## Історія
Явище адсорбції стало вивчатися з другої половини 18 століття, хоча поза сумнівом, що в практичній діяльності людства адсорбція використовувалася з незапам'ятних часів. Учення про адсорбцію є частиною загальнішої теорії багатокомпонентних гетерогенних систем, основи якої закладені В. Ґіббзом у 1876 році. Ґіббз вивів формулу, що зв'язує значення адсорбції із зміною поверхневого натягу.
Згідно з Ґіббзом, в рівноважній двофазній системі поблизу поверхні поділу фаз відбувається зміна значень усіх екстенсивних властивостей (за винятком об'єму). Це дозволяє записати термодинамічне рівняння у вигляді:
{\displaystyle \,\!dG^{\omega }=-S^{\omega }\,dT+\sigma \,ds+\sum _{i}\mu _{i}\,dn_{i}^{\omega }}
де {\displaystyle G} — Вільна енергія Ґіббза, {\displaystyle S} — ентропія, {\displaystyle \sigma } — поверхневий натяг на межі фаз, {\displaystyle s} — площа поверхні поділу фаз, {\displaystyle \mu _{i},n_{i}} — відповідно хімічний потенціал і кількість молей компоненту {\displaystyle i}. Індекс {\displaystyle \omega } вказує на значення відповідної властивості в поверхневій фазі.
Перетворення Лежандра дозволяє змінити рівняння для ізотермічних умов.
{\displaystyle d\sigma +\sum _{i}{\frac {n_{i}^{\omega }}{s}}d\mu _{i}=0}
Величина {\displaystyle {\frac {n_{i}^{\omega }}{s}}={\frac {n_{i}^{0}-(n_{i}^{\alpha }+n_{i}^{\beta })}{s}}} називається ґіббзовою адсорбцією і позначається символом {\displaystyle \Gamma _{i}} (моль/см2).
Для двокомпонентної системи:
{\textstyle d\sigma =-(\Gamma _{1}d\mu _{1}+\Gamma _{2}d\mu _{2})}
Поверхня поділу може бути вибрана довільно. Зокрема, вибір цього положення може задовольняти умові {\displaystyle \Gamma _{1}=0}. Така поверхня має назву еквімолекулярної. Для неї вводиться позначення {\displaystyle \Gamma _{2}=\Gamma _{2}^{(1)}}. Звідси випливає основне адсорбційне рівняння Ґіббза:
{\displaystyle \Gamma _{2}^{(1)}=-{\frac {d\sigma }{d\mu _{2}}}}
Таким чином, згідно Ґіббза, адсорбція — це надлишок даного компоненту в реальній двофазній системі, в порівнянні з такою системою в якій обидві фази були б строго однорідними аж до поверхні поділу.
В теорії адсорбції велику роль відіграє адсорбція, що розуміється, як повний вміст компоненту {\displaystyle i} в просторі, в якому проявляються адсорбційні сили. Позначимо повний вміст компоненту літерою {\displaystyle a} і враховуючи, що компонент {\displaystyle i} зовсім не розчинний в одній із об'ємних, отримаємо:
{\displaystyle a_{i}=\Gamma _{i}+Wc_{i}}
де {\displaystyle c_{i}} — концентрація і-того компоненту в об'ємній фазі.
За умови, коли {\displaystyle c_{i}} невелике:
{\displaystyle a_{i}\approx \Gamma _{i}}
Адсорбція може відбуватись на будь-якій межі розділу між двома будь-якими фазами.
Ті речовини, адсорбція яких сильно зменшує поверхневий натяг, прийнято називати поверхнево-активними.

## Види адсорбції
Розрізняють основні види адсорбції — фізичну адсорбцію і хемосорбцію.
Фізична адсорбція зумовлена ван-дер-ваальсовими, або електростатичними, силами притягання частинок адсорбованої речовини до частинок адсорбенту. Оборотність процесу фізичної адсорбції створює сприятливі умови для послідовного проведення процесів адсорбції (поглинання речовини адсорбентом) та десорбції (вилучення з адсорбенту поглиненої речовини).
При хемосорбції молекули поглинутої речовини вступають у хімічну реакцію з молекулами адсорбенту.
Дисоціативна адсорбція — хемосорбція, адсорбція, що супроводжується дисоціацією на два або більше фрагменти, кожен з яких зв'язується з поверхнею адсорбенту. Процес може бути як гомо-, так і гетеро-
літичним.
- Гомолітична дисоціативна адсорбція — Дисоціативна адсорбція, яка характеризується такою природою розриву (формального) зв'язку в адсорбованій частинці А: В, коли електронна пара розділяється між А і В з утворенням радикальних частинок в процесі взаємодії молекули АВ з поверхнею.

- Гетеролітична дисоціативна адсорбція — Дисоціативна адсорбція, яка відбувається таким чином, що при розриві (формального) зв'язку в адсорбтиві А: В одна з молекулярних частинок повністю забирає зв'язуючу електронну пару до себе.

Фотоадсорбція. Динамічний фотоадсорбційний процес — одночасне(або синхронне) утворення адсорбованих частинок
шляхом фотоадсорбції молекулярних частинок(молекул, атомів чи йонів) та їх відщеплення при фотодесорбції з утворенням тих же молекулярних частинок адсорбата, у випадку коли обидва процеси відбуваються при фотозбудженні на поверхні твердого фотокаталізатора.
Адсорбція Ґіббза — надлишок кількості компонента в об'ємі приповерхневого шару з площею, рівною одиниці, порівняно з такою його кількістю в тому ж об'ємі, коли б в суміжних фазах концентрації в приповерхневому шарі та в об'ємі фази були однакові.
Багатошарова адсорбція (англ. multilayer adsorption) — адсорбція, в якій адсорбційний простір нараховує більше від одного шару молекул, через що не всі адсорбовані молекули дотикаються до поверхні адсорбенту.
Одношарова адсорбція (адсорбция мономолекулярная, monolayer adsorption) — адсорбція на поверхні твердого тіла або рідини, що веде до утворення одномолекулярного шару адсорбата на поверхні адсорбенту.
Активований адсорбційний процес — процес адсорбції, який характеризується значною залежністю швидкості адсорбції від температури (тобто має велику енергію активації); коефіцієнт прилипання тоді малий. У загальному, енергія активації такого процесу є функцією заповнення поверхні (покриття) і звичайно зростає зі зростанням покриття.
Неактивований адсорбційний процес — адсорбційний процес у випадку, коли температурний коефіцієнт швидкості адсорбції дуже малий (тобто процес має незначну енергію активації). У цьому випадку коефіцієнт прилипання при низькому заповненні поверхні може бути близьким до одиниці, зокрема для маленьких молекул.
Негативна адсорбція — збіднення одним або більшою кількістю компонентів у приповерхневому шарі (interfacial layer).
Адсорбція з переносом заряду — оксидативна або відновна хемосорбція, за якої тверда фаза відповідно віддає або приймає електрони.
Адсорбція зведена (приведенная адсорбция, reduced adsorption) — термін стосується адсобції на границі поділу фаз рідина — рідина. Концентрація компонента на Ґіббзовій поверхні, коли така поверхня вибрана так, що система порівняння має не лише такий самий об'єм, але й вміщує таку ж загальну кількість речовини, що й реальна система.
Адсорбція іммобільна (иммобильная адсорбция, immobile adsorption) — адсорбція, при якій свобода руху адсорбата по поверхні обмежена. Це стається, коли величина енергетичного бар'єра, що розділяє два сусідні адсорбційні центри, є вищою від kT.
Адсорбція мобільна (мобильная адсорбция, mobile adsorption) — різновид адсорбції, коли молекули адсорбата вільно пересуваються по поверхні. Може бути локалізованою й нелокалізованою. Рухливість адсорбату зростає зі збільшенням температури.
- Локалізована мобільна адсорбція (локализованная подвижная адсорбция, localized mobile adsorption) — мобільна адсорбція, в якій адсорбат переважну частину часу перебуває на адсорбційних центрах, але може мігрувати або десорбуватися та реадсорбуватись у іншому місці.
- Нелокалізована мобільна адсорбція (нелокализованная подвижная адсорбция, non-localized mobile adsorption) — мобільна адсорбція, при якій рухливість молекулярних частинок адсорбата є настільки великою, що лише мала їх частина перебуває на адсорбційних центрах, а більша частина — в інших положеннях на поверхні.

Адсорбція надеквівалентна (суперэквивалентная адсорбция, superequivalent adsorption) — у електрохімії — адсорбція у випадку, коли специфічно адсорбована кількість зарядів на внутрішній гельмгольцівській площині є вищою, ніж заряд металічної фази, взятий з протилежним знаком.
Адсорбція неспецифічна (неспецифическая адсорбция, non-specific adsorption) — адсорбція йонів у випадку, коли вони утримуються в міжфазній області (міжфаззі) лише завдяки далекосяжним кулонівським взаємодіям (притяганню чи відштовхуванню).
Адсорбція реакційна (реактивная адсорбция, reactive adsorption) — адсорбція, що приводить до реакції. Нагадує дисоціативну адсорбцію, при якій один з фрагментів приєднується до адсорбата, а не до поверхневого центру. Є зворотною до реактивної десорбції.
Багатошарова адсорбція (многослойная адсорбция, multilayer adsorption) — адсорбція, в якій адсорбційний простір нараховує більше від одного шару молекул, через що не всі адсорбовані молекули дотикаються до поверхні адсорбенту.

## Дотичні поняття
Адсорбційний комплекс — хімічний  індивід, складений з адсорбату й частини адсорбенту, з якою він зв'язаний.
Адсорбційний потенціал — зміна енергії, пов'язана з переходом частинки з газової фази на поверхню адсорбенту.
Адсорбційний центр — місце на поверхні адсорбенту, де частинка адсорбату притягається i, врешті, зв'язується з поверхнею.

## Застосування
Зокрема адсорбція широко застосовується в хімічній та нафтохімічній промисловості для очищення нафтопродуктів, рекуперації летких розчинників, розділення газів та рідин, глибокої сушки газів.
Адсорбція — основа технологічних процесів тонкого очищення газових та інших потоків при невисокому початковому вмісті в них цільового компонента (див. адсорбційне очищення газу).
Речовини з високою адсорбційною здатністю застосовуються як фільтри, як медикаменти при отруєннях, а також як засоби боротьби з нафтовим забрудненням водойм.

### Адсорбція у гірництві

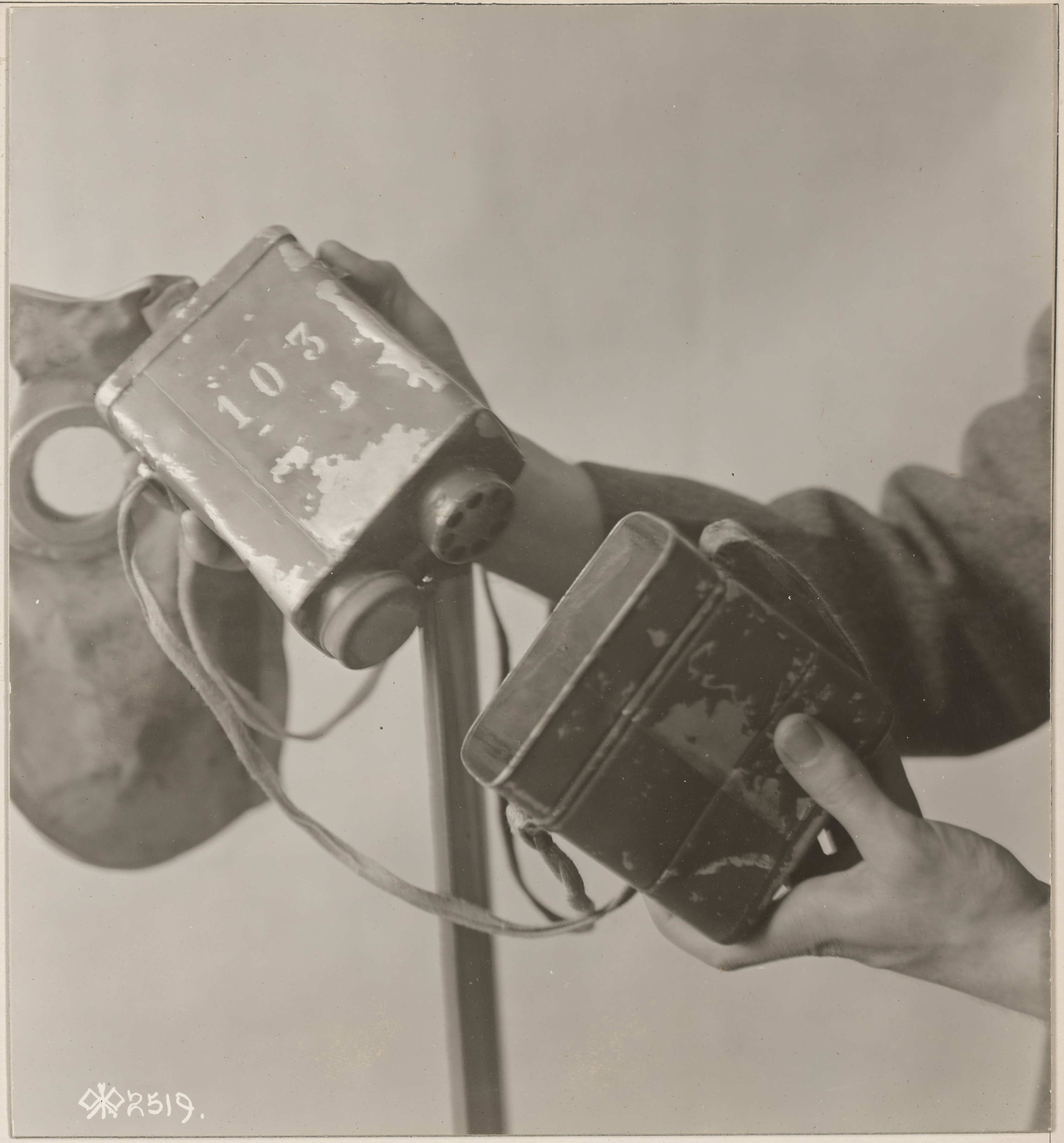
Протигаз Зелінського-Куманта.

Адсорбція є одним з головних чинників процесу флотації корисних копалин.
Адсорбція газу — процес концентрування молекул газу на поверхні розділу середовищ. Адсорбованість природних газів збільшується зі збільшенням молекулярної маси молекул та зі збільшенням тиску.

### У військовій справі
Нащадок волинських дворян Микола Зелінський у 1915 вигадав власний спосіб захисту від хімічної атаки та створив перший протигаз.
   22 квітня 1915 року поле бою в Бельгії вкрила жовто-зелена хмара. У повітрі відчувався аромат ананасів та перцю. Саме так вперше в історії військо Кайзера застосувало хімічну зброю. Хлор викликав задушливий кашель, біль у грудях, у легенях збиралась вода і згодом, наступала смерть.
      Подібну дію мав і фосген, але його впізнавали за запахом гнилої риби. А третій вид газу – він же і найбільш підступний – гірчичний. Той вражав усі вологі частини тіла – очі, спітнілу шкіру, промоклі у траншеях ноги.
     Разом з інженером Кумантом, чоловіки зпроектували контейнер із металевими сітками, між якими перекладали шари вугілля, до яких прикріплювали резинову шапку.

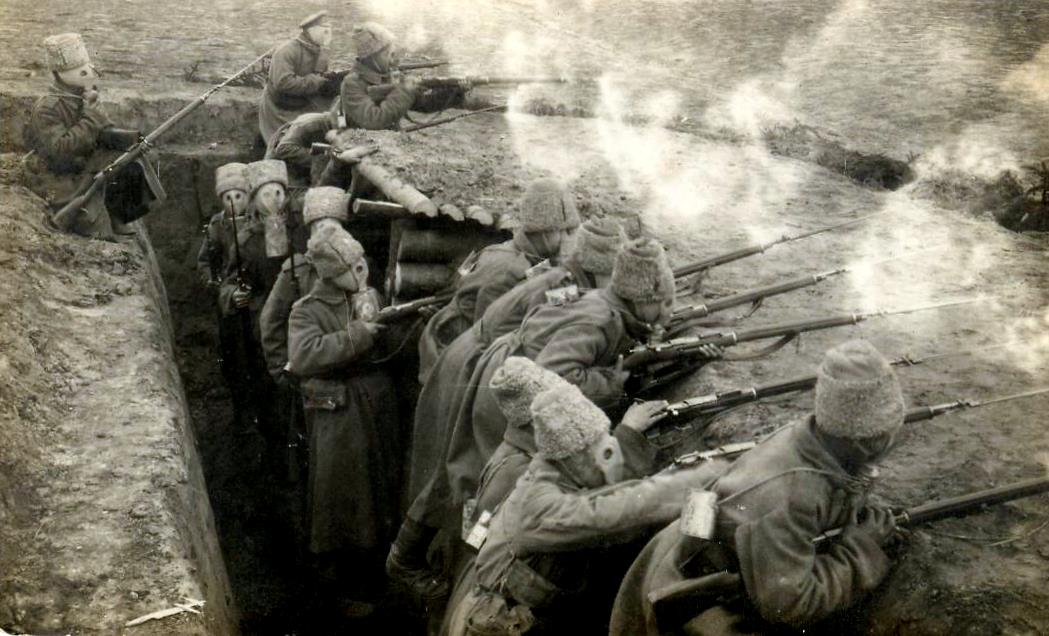
Солдати в протигазах Зелінського

      Але такий протигаз мав свої недоліки – гума з часом тріскалась і проривалась, пластини вугілля ламались, перетирались, тож солдати часто вдихали дрібне вугілля. Але попри це – засіб рятував від усіх наявних на той час видів газу. Зелінський отримував із фронту листи подяки, а його протигази виготовляли і для союзних військ.

## Параметри адсорбції
- Адсорбтивна ємність